# Olga Mizgirýowa
Olga Mizgirýowa (russisch Ольга Фоминична Мизгирёва Olga Fominitschna Misgirjowa; * 1908 im Dorf Kara-Kala (turkmenisch Garrygala, heute Magtymguly) im Kopet-Dag, Balkan welaýaty; † 1994) war eine sowjetisch-turkmenische Malerin und Botanikerin.

## Leben
Mizgirýowas Vater Foma Iwanowitsch Misgirjow war Postbeamter in dem kleinen Dorf Kara-Kala, in dem sich russische Siedler angesiedelt hatten. Schon früh interessierte sie sich für Malerei. 1920 begann sie ihre Ausbildung in der Versuchskunstschule in Aschgabat, deren Direktor Alexander Wladytschuk sie später heiratete.
In ihrer Kunst ging Mizgirýowa von traditionellen turkmenischen Motiven aus, die sie in leuchtenden Farben malte. Ihre Bilder sind im Saparmyrat-Turkmenbaschi-der-Große-Museum für Darstellende Kunst in Aschgabat ausgestellt. Ihre Kunst beeinflusste  Issat Klytschew und die turkmenische Semjorka-Gruppe.
1934 erhielt Mizgirýowa aus den Niederlanden den Auftrag, mehrere Tausend Illustrationen von Tulpen aus Nikolai Iwanowitsch Wawilows Sammlung anzufertigen. Sie kehrte in ihren Heimatort zurück und begann in der turkmenischen Versuchsstation des Allunionsinstituts für Pflanzenzucht als Laborantin zu arbeiten. Sie entdeckte 1938 im südwestlichen Kopet-Dag die seltene Mandragora turcomanica und beschrieb sie 1942. Sie verfasste etwa 50 Fachartikel. Von 1944 bis zu ihrem Ruhestand 1981 war sie Direktorin dieser Versuchsstation. Zusammen mit anderen initiierte sie 1976 das Sünt-Hasardag-Naturschutzgebiet.

## Ehrungen
- Orden des Roten Banners der Arbeit (zweimal)
- Ehrenzeichen der Sowjetunion (zweimal)
- Verdiente Agronomin Turkmenistans